# Eugen Müller (Zisterzienser)
Eugen Hermann Müller OCist (* 1. Dezember 1934 in Pethau in Zittau; † 30. Mai 2013 in Lilienfeld) war ein österreichischer Zisterzienser, Prior von Stift Lilienfeld und Bibliothekar.

## Leben
Hermann Müller wurde in Sachsen als Sohn des gleichnamigen Tischlermeisters geboren. Nach der Schule arbeitete er als Handwerker in der Zisterzienserinnen-Abtei St. Marienthal. Über die Bekanntschaft mit dem Zisterzienser Bruno Heinrich, welcher ehedem in der Tischlerwerkstatt seines Vaters Lehrling war, ging er 1954 als Zwanzigjähriger nach Österreich, wo er auf der Strecke von Heinrich mit einem Motorrad abgeholt wurde. Er besuchte – wie Heinrich – das Aufbaugymnasium Horn und wurde wahrscheinlich nach der Matura im August 1960 im Stift Lilienfeld eingekleidet. Er studierte an der Universität Salzburg Theologie und wurde 1966 in der Melker Stiftskirche von Nuntius Opilio Rossi zum Priester geweiht. Im Stift Lilienfeld war er Kanzleidirektor, Novizenmeister, Magister der Zeitlichen Professen, Bibliothekar und Archivar. Ab 1975 war er Subprior und in der Folge – von 1986 bis 2005 – Prior.

## Publikationen
- Geschichtlicher Abriss des Stiftes Lilienfeld seit 1700. Mit besonderer Berücksichtigung äusserer Einflüsse auf das Leben im Konvent. Stift Lilienfeld, Lilienfeld 1979.
- Profeßbuch des Zisterzienserstiftes Lilienfeld. In: Studien und Mitteilungen zur Geschichte des Benediktinerordens und seiner Zweige. Ergänzungsband 38, EOS-Verlag, St. Ottilien 1996, ISBN 3-88096-628-1.
- Die Stiftsbibliothek Lilienfeld. In: Menschen in Bibliotheken. 25. Österreichischer Bibliothekartag im Festspielhaus St. Pölten vom 15. bis 19. September 1998, St. Pölten 1998, S. 125–127.[2]
- mit Irene Rabl: Die Wappen der Zisterzienseräbte von Lilienfeld seit 1587. In: Adler. Zeitschrift für Genealogie und Heraldik 26 (2011), S. 61–78.[3]